# オーランドのための自由
オーランドのための自由（オーランドのためのじゆう、スウェーデン語: Liberalerna på Åland）は、オーランド諸島の政党。